# Annie Ross
Annie Ross, rodným jménem Annabelle Allan Short, (25. července 1930 – 21. července 2020) byla britsko-americká zpěvačka a herečka. Narodila se v Londýně do rodiny skotských vaudevillských umělců. Jejími bratry byli performer Jimmy Logan a zpěvák Buddy Logan. Když jí byly čtyři roky, odjela s rodinou lodí do New Yorku. Brzy se spolu se svou tetou, herečkou Ellou Logan, přestěhovala do Los Angeles, zatímco její rodiče se spolu s jejími sourozenci vrátili do Skotska. Ve svých sedmi letech zpívala ve filmu Our Gang Follies of 1938 (1937) a roku 1943 hrála sestru postavy Judy Garlandové ve snímku Presenting Lily Mars. Když jí bylo čtrnáct, napsala píseň „Let's Fly“, kterou následně nahráli Johnny Mercer a The Pied Pipers. Ke konci desáté třídy opustila školu a vydala se na cestu do Evropy, kde zanedlouho rozjela pěveckou kariéru.
V roce 1952, po návratu do USA, vydala své první album Singin' and Swingin', a to za doprovodu členů souboru Modern Jazz Quartet. Později vydala řadu dalších alb. V roce 1956 byla její nahrávka písně „I Want You to Be My Baby“ zakázána na britské rozhlasové stanici BBC, a to kvůli části textu „Come upstairs and have some loving“ (tj. „pojď se nahoru pomilovat“). V letech 1957 až 1962 tvořila třetinu tria Lambert, Hendricks & Ross, v níž dále působili zpěváci Dave Lambert a Jon Hendricks. V roce 1964 si v Londýně otevřela vlastní noční klub. I v dospělém životě pokračovala s hraním ve filmech, objevila se například ve snímcích Mrtvý favorit (1974), Vyhoď máti z vlaku (1987) či Prostřihy (1993).
V roce 1949 měla krátký poměr s jazzovým bubeníkem Kennym Clarkem, z něhož vzešel syn, který vyrůstal u Clarkeova bratra a jeho manželky. Na přelomu padesátých a šedesátých let, kdy působila v triu s Lambertem a Hendricksem, byla závislá na heroinu, a častokrát musela být na koncertech nahrazována zpěvačkou Carol Sloane. V letech 1963 až 1975 byl jejím manželem herec Sean Lynch. Roku 2001 se stala občankou Spojených států amerických.